# Stazione di Villabassa-Braies-Val di Braies
La stazione di Villabassa-Braies-Val di Braies (in tedesco Bahnhof Niederdorf-Prags) è una stazione ferroviaria posta sulla linea Fortezza-San Candido. Serve i centri abitati di Villabassa e di Braies, e il territorio della Val di Braies.

## Storia
Già denominata semplicemente "Villabassa", assunse la nuova denominazione di "Villabassa-Braies-Val di Braies" il 15 giugno 2014.

## Servizi
- Biglietteria automatica
- Sala d'attesa
- Servizi igienici

Le banchine risultano essere collegate da un sottopassaggio, accessibile anche ai diversamente abili in quanto dotato di ascensori.

## Interscambi
Adiacente alla stazione è presente una fermata delle autolinee urbane e interurbane.
- Stazione taxi
- Fermata autobus